# Gottfried Ernst Uhlig
Gottfried Ernst Uhlig, född 14 december 1809 i Frankenberg, Sachsen, död 8 juli 1844 i Stockholm, var en svensk violast vid Kungliga hovkapellet.

## Biografi
Gottfried Ernst Uhlig föddes 14 december 1809 i Frankenberg, Sachsen. Han anställdes 1 juli 1839 som violinist vid Kungliga hovkapellet i Stockholm. Från den 1 juli 1841 var han anställd som violast vid Kungliga hovkapellet och slutade 1 juli 1844. Uhlig gifte sig med Hedvig Charlotta Wallerius. Han avled 8 juli 1844 i Stockholm.